# Erbrechtsschutz (römisches Recht)
Der Schutz des Erbrechts war durchlaufend Teil des römisch-rechtlichen Zivilprozesses. Angelegt bereits in der frühen Phase der Legisaktionenverfahren, etwa in den actiones sacramento in rem und familiae eriscundae, wurde er im Formularverfahren (hereditatis petitio) und im kaiserrechtlichen Kognitionsverfahren weiterentwickelt. Die Erbschaftsklage war – mit Auswirkungen auf den Erbrechtsschutz – stets ein streitiges Verfahren.
Der Streit zweier Prätendenten um eine Erbschaft wurde ursprünglich als bloße Prozesswette ausgetragen. Daraus entwickelte sich zunehmend aber eine sachlich strukturierte Schadensersatzklage, die am jeweils vorangegangenen Rechtsstatus anknüpfte. So nahm der Formularprozess in vielen Bereichen Bezug auf die Legisaktionen, das Kognitionsverfahren wiederum auf den Formularprozess. Dem Erbrechtsschutz liegt insoweit eine Entwicklungsgeschichte aus dem archaischen Rechtszustand heraus zugrunde. Auch die Kaiser griffen nicht selbst oder unmittelbar in die bestehenden Gerichtsordnungen ein, sie bemühten sich vielmehr um juristischen Rat.

## Überblick
Als Inhaber der Erbschaft war der Erbe vor unrechtmäßigen Eingriffen oder gar der Entziehung der Erbschaft durch Dritte zu schützen. Im Wege der Erbschaftsklage (hereditatis petitio) durfte er stets Herausgabe der sukzedierten Vermögenswerte verlangen.
Das einleitend genannte Rechtsgedanke ist der prinzipatischen Rechtslage entnommen. Die Zivilrechtsordnung musste zu dieser Formulierung erst kommen. Da der prozessuale Erbenschutz im altzivilen Recht noch durch Legisaktionen gewährt wurde, war dieser aufgrund festgelegter Wortlaute, zu denen sich die Praxis keinerlei Abweichungen erlauben durfte, sehr beschränkt. Grundlage dieses Rechtszustands war das Zwölftafelgesetz, hinter dem ius civile stand, Recht, das über die gesamte Zeit der Republik nur römischen Bürgern zugänglich war. Unter Augustus folgten Prozessrechtsreformen (leges Iuliae iudiciorum publicorum et privatorum) und die Legisaktionen wurden 17 v. Chr. weitestgehend abgeschafft. Das eingeführte Formularverfahren erwies sich zwar als flexibler, aber noch in den gaianischen Institutionen (etwa Mitte des 2. Jahrhunderts n. Chr.) werden die Legisaktionen aufgegriffen, denn sie blieben inhaltlich das prozessuale Leitbild für spätere Prozessmethoden.
Der Formularprozess brachte eine neue Rechtsebene mit sich, das ius honorarium. Bezeichnet wurde es auch als ius praetorium, weil es dem Prätor die Befugnis einräumte, die Klageformeln vorzugeben. Er legte sie in Edikten nieder, die er daraufhin verkündete. Er schuf das Formular für die Erbschaftsklage, die hereditatis petitio und nutzte damit prozessualen Ermessensspielraum. Da die Kaiser mit ihrem Beamtenapparat später eigene Gesetzgebungskompetenz beanspruchten, die Hochphase wurde in der Spätantike erreicht, wurde das Kognitionsverfahren eingeführt. Anfänglich handelte es sich dabei um kaiserrechtliche Spezialzuständigkeit neben dem Formularprozess. Der Formularprozess galt dort fort, wo kaiserrechtliche Rechtsschöpfungen keine Antworten zur Bewältigung von Erbschaftsproblemen parat hielten. Letztlich wurde der Formularprozess im Erbrecht aber verdrängt, denn bereits Augustus erkannte nicht nur die Wirksamkeit formloser Nachträge (Kodizille) zu Testamenten an, er ließ auch die Durchsetzung formloser Vermächtnisse (Fideikommisse) zu.
Grundsätzlich werden sich in der Erbschutzgeschichte die Verfahrensformen abgelöst haben, abgesehen von mehr oder weniger langen Überschneidungszeiträumen. Es wird davon ausgegangen, dass der Wechsel vom Legisaktionen- zum Formularverfahren jedenfalls wohl länger gedauert hat, als von Gaius beschrieben. In der  Erwartung von Umbrüchen beim Wechsel vom Formular- zum Kognitionsverfahren wird festzuhalten sein, dass die Gesellschaft mit einem eher theoretischen Unterschied der Systeme konfrontiert war, als sich die im Formular instruierte Ermächtigung eines Privatrichters zu einem – kraft Delegation – belehrenden Beamtenrichter gewandelt hatte.

## Legisaktionenverfahren
Die Entwicklung der Erbschaftsklage nahm – wie beschrieben – mit den stark ritualisierten formalen Legisaktionenverfahren ihren Ausgang. Die Eigentumsklage der legis actio sacramento in rem, gerichtet auf die Herausgabe von Sachen, war eine dingliche Prozesswette. Die Parteien hatten einen religiösen und somit eidgebundenen Einsatz in Form einer gegebenenfalls beträchtlichen Geldsumme zu stellen, das namengebende sacramentum. Methodisch wurde das Procedere auf Erbschafts- und Schutzklagen übertragen.
Die streitige Erbschaftssache wurde zum Symbol des Prozesses, weil sie, sofern mobil, zum Prätor zu schaffen war. Der Prätor stand dem Verfahren bereits als Gerichtsherr vor. Er forderte die Prozessparteien dazu auf ihre rechtserheblichen Tatsachen vorzubringen. Da auch der Beklagte mit seinen Einwendungen wie ein Kläger zu behandeln war, handelte es sich um einen Prätendentenstreit. Formal war die Streitsache rituell zu berühren, worin die Erklärung lag, sie im Falle des Unterliegens aufzugeben. Daraufhin wurde der im Falle des Unterliegens unwiederbringliche Wetteinsatz gestellt und inhaltlich Beweis angetreten. Die Beweissituation entschied über Obsiegen oder Unterliegen. In einem späteren Stadium erlangte das Sponsionsverfahren als modifiziertes Wettverfahren an Bedeutung.

## Formularverfahren
Im Formularverfahren konnte die hereditatis petitio bereits als ausgesprochene Erbschaftsklage erhoben werden. Mit der hinterlegten Klageformel wurde die Eigentumsbehauptung selbst zum Verfahrensgegenstand (Herausgabeformel). Als Neuerung wurde mit dem Formularverfahren die prozessuale Zweiteilung eingeführt. Der Prätor legte in Eigenmacht (in iure) die Prozessformel fest und ließ in einem zweiten Verfahrensabschnitt den ermächtigten iudex (Richter) beweisrechtlich (apud iudicem) die Erbenstellung prüfen. Der Urteilsrichter verfügte über Ermessensspielraum und entschied über Herausgabe oder Behaltendürfen (Urteil). An das Urteil konnte sich gegebenenfalls ein erneut in iure (beim Prätor) begonnenes Vollstreckungsverfahren anschließen.
Beim Formularprozess wandelte sich die Prozesswette der Erbschaftsklage somit zu einer Herausgabeklage. Im Gegensatz zum Legisaktionenverfahren führte die Herausgabeforderung zur Aktivlegitimation des Klägers, wohingegen der Beklagte mit Bestreiten oder Verweis auf die tatsächlich ausgeübte Sachherrschaft (Besitzvermutung) passivlegitimiert war. Aktiv- und Passivlegitimation waren somit von der Behauptung des Erbrechts abhängig.
In den Fällen einer prätorischen Besitzeinweisung in den Nachlass, der bonorum possessio, bei der der Erbschaftsbesitzer gerade nicht Erbe geworden ist, wurde die faktische Besitzstellung zunächst durch Interdikt des Magistraten geschützt. Damit hatte der bonorum possessor einen Behaltensgrund gegenüber dem Erben oder einem Dritten. Gleichzeitig war er (etwas widersprüchlich durch das Aufeinandertreffen von Zivil- und Honorarrecht) passivlegitimiert in einem Eigentumsprozess des Erben. Dieser Prozess klärte dann die vorrangige Erbberechtigung. In der Kaiserzeit erteilten die kaiserzeitlichen Juristen auch dem bonorum possessor die hereditatis petitio.
Die Formel der hereditatis petitio konnte lauteten:

„Wenn es sich erweist, dass die Erbschaft des Maevius aus quiritischem Recht dem Kläger zusteht und diese Sache dem Kläger nach dem Ermessen des Richters nicht zurückgegeben worden ist, verurteile du, Richter, den Beklagten zugunsten des Klägers auf so viel, wie viel diese Sache wert ist. Wenn es sich nicht erweist, sprich ihn frei.“

## Kognitionsverfahren
Die Gesetzgebung und Rechtsprechung entwickelte sich unter den Kaisern weiter. Dazu trugen die klassischen Juristen bei, die die Vorgaben des Prinzeps juristisch formulierten. Unter Hadrian wurde auf Initiative des Juristen Iuventius Celsius 129 n. Chr. ein bedeutsamer Senatsbeschluss gefasst. Celsius stand dabei für die heutige Namensgebung Pate: senatusconsultum Iuventianum. Der gesetzesgleiche Beschluss sah vor, dass der unrechtmäßige bösgläubige Erbschaftsbesitzer etwaig erzielte Verkaufserlöse aus der Erbschaft herauszugeben hatte. Ihn traf damit eine Ersatzforderung, die sogenannte Surrogation. Die Haftung konnte sich sogar noch ausdehnen, denn er haftete auch für den Untergang der an einen Dritten mit dem Verkauf weitergereichten Sache und damit für den zufälligen Untergang. Auf der anderen Seite bestimmte das Konsult, dass er den erzielten Erlös nicht zu verzinsen hatte. Der unrechtmäßige bösgläubige Erbschaftsbesitzer sah sich somit der Gefahr erheblicher Schadenersatzansprüche ausgesetzt. Der unrechtmäßige gutgläubige Erbschaftsbesitzer hingegen war privilegiert. Er hatte nur das herausgeben, um was er nach Verkauf noch bereichert war (Abschmelzung durch Verbrauch).
Die Regelung, die auf kaiserrechtliche Vorgaben zurückging, entstammte ursprünglich dem fiskalrechtlichen Prozesswesen. Sie wurde analog übertragen auf den Privatprozess. Die Analogie selbst ging zwar auf die Juristen der Zeit zurück, wurde aber durch den Kaiser anerkannt. Darin zeigt sich, dass das Kaiserrecht Vorrang sowohl vor dem ius civile als auch vor dem ius praetorium beanspruchte. Zwar lag im so praktizierten Kaiserrecht vornehmlich die Ausdruckskraft der Fortbildung von traditionellen Rechtsschichten, gleichzeitig aber wurde ihm die höchste Autorität einer lex zuteil. Die verbindliche Rechtsstrenge hatte Vorbildfunktion und diente der Rechtssicherheit. Deshalb wurde es für das Kognitionsverfahren (cognitio extra ordinem) auch anerkannt.

## Weitere Klagearten
Neben der Erbschaftsklage, der hereditatis petitio gab es weitere Rechtsschutzmöglichkeiten im Erbschaftsprozesswesen.
In den Fällen der Übergehung naher Angehöriger stand ab Ende der Republik die Anfechtungsklage der querela inofficiosi testamenti zur Verfügung (Klage wegen „Pflichtwidrigkeit des Testaments“). Die Quellenlage dazu ist spärlich. Das Verfahren wurde außerhalb des Formularprozesses vor dem Zentumviralgericht geführt und war eine Anfechtungsklage gegen das Testament aus Gründen widerfahrener Lieblosigkeit (inofficiosum).
Die Vermächtnisklage beim obligatorischen Damnationslegat wurde mit der actio ex testamento geführt.